# 過飽和蒸気
過飽和蒸気（かほうわじょうき）とは、露点温度以下に冷却されても、凝縮（液化）のための核となる塵などがないため、滴を生じないでいる不安定な状態の蒸気。急激な冷却などで生じ、何らかの刺激があれば急速に凝縮する。

## 概要
準安定な蒸気であり、その温度における飽和蒸気量より高い蒸気圧を持つ。かく乱したり凝縮核を投入したりすると、急に滴を生じて飽和蒸気となる。飛行機が、過飽和に水蒸気を含む高空を飛ぶと、かく乱によって飛行機雲を生じるのはこの一例。
原子核物理学で使われる粒子検出器である霧箱は、過飽和蒸気から生成された霧滴の列によって、粒子の飛跡を観測する。荷電粒子が過飽和である蒸気中を通るとき、その通路に陰イオンと陽イオンを生成する。それら陰イオンと陽イオンを核として霧滴の列が形成される。